# Sammy (歌手)
Sammy（サミー、さみぃ、Sammy Singer、サミーシンガー、1969年〈昭和44年〉 - ）は、日本のボーカリスト、ミュージシャン。座椅子JOPLIN（ざいすじょぷりん）、SAMIKO-TOKYO（サミコトーキョー）などの異名でも知られる。
好きなものは旅、コーヒー、ビートルズ。尊敬する人物はジョニ・ミッチェル、グリゴリー・ペレルマン。初恋の人は『できるかな（NHK教育テレビジョン、1970年 - 1990年）』に出演していたノッポさん。

## 来歴
幼稚園に入園してすぐヤマハエレクトーン教室に通い始める。初めての課題曲はビートルズのオール・マイ・ラヴィングであった。ノッポさん似だったというエレクトーンの先生に褒められたい一心で、家のオルガンにダンボールで作った右手用鍵盤とベース用鍵盤を貼り付け、それをエレクトーンに見立てて猛練習をする。その甲斐があってか、小学校に上がる前にはすでにグレード（ヤマハ音楽能力検定）８級レベルの課題曲を与えられていたという。その後一時期ピアノに転向するのだが、自分にはピアノよりもエレクトーンの方が向いていると判断、再びエレクトーンに戻る。このタイミングで本物のエレクトーンを買い与えられ、最終的（中学２年の時）にグレード５級を取得している。1983年鹿児島市民文化ホールのこけら落としの一環として開催されたヤマハミュージックフェスティバルにおいて松田昌作編曲の「クッキーダンス」を演奏しているが、これが自身の最後のエレクトーン披露曲となっている。
小学校では合唱部（担当パート：アルト、ソプラノ）と演劇部に所属。１年生のとき『マッチ売りの少女』の朗読芝居で全国童話暗唱コンクールに出場し「中村メイコ」審査員賞を受賞。以来、４年間コンクールに連続出場しいずれも審査員特別賞を受賞している。そんな中「絵本作り」に興味を持ち将来は絵本作家になりたいと思うようになる。
小学校４年生のとき北九州市立図書館が主催する読書感想文コンクールに「大川悦生著〜おかあさんの木を読んで」で応募し特選入選。副賞としてNHKラジオで自身の作品を朗読、ラジオから流れてくる自分の声を聞いて違和感を覚えるのだがのちにこれがある種の「快感」であることに気付く。またこの頃、図書館で出会った英語の絵本の影響で英会話に興味を持ち旺文社の経営するLL教室へ通いはじめる。LL主催の全国英語暗唱コンクールでは福岡県代表になっている。
小学校6年生のときTNCテレビ西日本主催の勝ち抜きのど自慢大会で松田聖子の夏の扉を歌って優勝。グランプリ大会で審査員だった三浦友和に「歌がうまいですね」と褒められて将来は歌手になろうと決心。また同TV局の「三遊亭円楽 (6代目)（当時の三遊亭楽太郎）」が司会を務める子供番組のアシスタント役として１クール、レギュラー出演している。
中学校１年生の時、ホリプロタレントスカウトキャラバンに応募、福岡地区大会の最終予選（３次審査）を通過したのだが、本戦日がちょうど両親の離婚調停の出廷期日と重なってしまい本戦への出場を断念する。以後、しばらく九州内の親戚の家を転々とし最終的に母方の祖父母の家にひき取られ鹿児島市内の中学校に編入している。
1988年鹿児島県立甲南高等学校を卒業、鹿児島大学（理学部数学科）へ入学。大学ではフォークソング同好会に所属、オフコースやジョン・レノンの曲などを弾き語りしていた。そんな中、伊太地山伝兵衛率いる「伊太地山伝兵衛商会」の当時のベーシストで鹿大フォークソング同好会の部長でもあった「ゲルマン蛸壺」らとファンクバンド「スナフキンズ」を結成、MBC南日本放送主催の野外イベントやラジオ、テレビ番組に出演。また当時あのねのねの原田伸郎が司会を務めていたMBC南日本放送「どーんと鹿児島」で中継ADのアルバイトをしていた時に番組ディレクターからリポーターに抜擢され任期終了時まで中継AD兼リポーターとして活躍する。
1990年ロックバンド「BE-SIDE」を結成、NHK全国勝ち抜きロック選手権BSヤングバトルに楽曲「そしていつかは」で出場し鹿児島大会で優勝、九州大会へ進出している。同年、楽曲「秘宝の島」の歌唱弁論でNHK青春メッセージに出場。また1991年NHKの旅番組「西日本の旅」では硫黄島 (鹿児島県)を巡る回のリポーターを担当。この時のナレーション業務で人生初となる標準語によるアフレコを経験している。
1991年鹿児島大学を休学し上京、日本アイ・ビー・エム本社財務給与で勤労学生として働いて留学資金を貯め、イギリスボーンマスへ語学留学。週末はロンドン、リバプールのビートルズスポットを巡ったりパブで投げ銭ライブをするなど留学生活を楽しむ。日本への帰国前、スクールで仲良くなったイタリア人（ミケラ）の実家（イタリア、ベロナ）に１ヶ月ほど滞在しローマ、フィレンツェ、ヴェネツィアなどイタリアのアートスポットを巡る。
1992年4月帰国、5月日本アイ・ビー・エム本社に再び勤労学生として契約入社。1993年3月鹿児島大学に郵送で退学届を提出、4月より同社六本木アイラス事業部に社員として入社するが11月に退社、シンガーソングライターとして音楽活動を開始。
六本木のクラブでピアノの弾き語りをしていた時、来店していた「淡谷のり子事務所」のスタッフの目に留まり「松田聖子のものまねでデビューしてみないか？」と話を持ちかけられる。後日、事務所の面接に足を運んだところ、デビューの条件として顔と足の整形を要求されたためその話を断るのだが、その後クラブで露出度の高い衣装の着用を強要されたりシフトを朝までの遅番に代えられたりしたためクラブも辞めてしまう。それ以降は自身のバンド活動の傍らカラオケのガイドボーカルやアニメ、ゲームソングの歌入れの仕事で生計を立てるようになる。

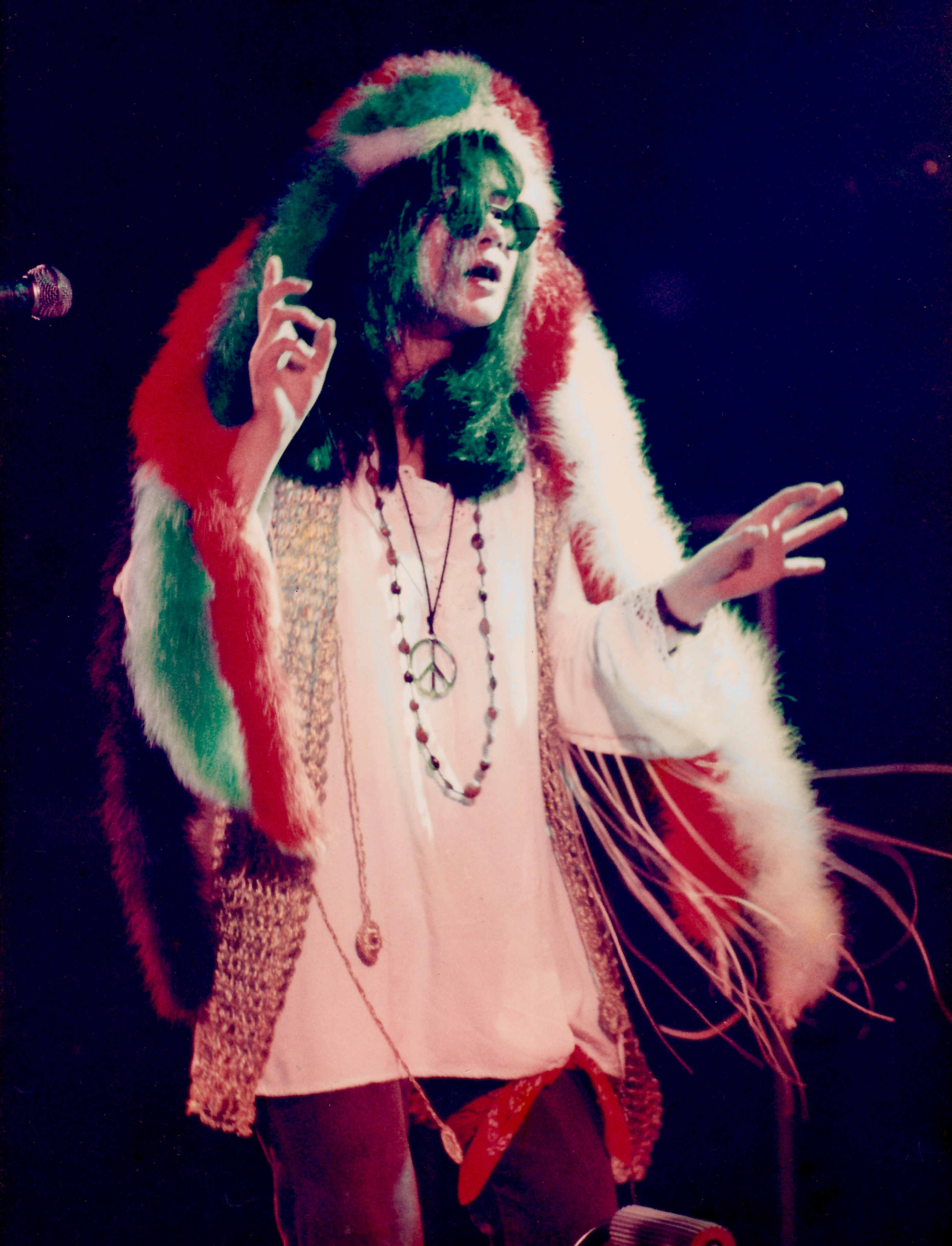
座椅子Joplin - Zaisu Joplin

### 座椅子Joplin
1993年ジャニス・ジョプリンのトリビュートアクト「座椅子ジョプリン」を始動、コピーバンドイベント「アートロックナイト」の立ち上げに主要メンバーとして参加。

その憑依的なパフォーマンスで話題を呼び北野チャンネルやテレ朝チャンネルの特集TV番組、また音楽雑誌「rockin'on」などでも紹介されている。1996年日清パワーステーションで開催された「アートロックナイト2days」では初日のトリを務めている。

またこの頃から天神山スキー場、蔵王スキー場、鈴鹿サーキットなどの敷地内に設置した会場で深夜まで開催されるバイク乗りの為の野外ロックイベント「SHINYA DAY（GOD SPEED主催、モーターマガジン社「ミスター・バイク」協賛）」に歌姫「Sammy」として参加するようになる。これらの活動を通してオリジナリティの必要性を肌で感じ、自身の楽曲制作に力を入れ始める。
1995年3月ライブハウスでの一発録りCD「Monday Night / Sammy」を発表。

1995年6月フジパシフィック音楽出版主催のオーディション「一曲千金」にて最優秀賞を受賞。

1996年フジパシフィック音楽出版と歌唱・ライター契約を結ぶ。年間100~200曲の仮歌（ガイドボーカル）を歌唱。

1997年1月恵比寿3丁目の交差点でひき逃げに遭い、右部の全肋骨を骨折するなど全治３ヶ月の重傷を負う。救急車の中で救急隊員から年齢を聞かれた際、意識朦朧としながらも「23歳です」と何歳かサバを読んだという逸話がある。またこの時に発生した示談金を全額注ぎ込んで自身のアルバム「Tuesday Night」と「Wednesday Night」を２枚同時制作、発表。これらのCDを掲げて全国（鹿児島、福岡、京都、名古屋、東京、埼玉、千葉、神奈川、宮城など）のライブハウスでCD発売記念ライブツアー「三途の川からおかえりなサミ'97」を敢行している。後に「大人のロック」のインタビューで「私が”27クラブ”の仲間入りを免れたのはあの時救急車の中でサバを読んだおかげだわ」と話している。

1997年9月フジパシフィック音楽出版の専属作家、山崎利明（現・山崎燿）と音楽ユニット「ef collage」（当初はユニット名を「Maria」としていた）を結成、パイオニア・ミュージック・ワークス株式会社とアーティスト契約。デビュー前のプリプロ期間中には BONNIE PINK、北野武、HEATH（X JAPAN)などのライブやレコーディングに参加している。
1998年9月、ef collage としてパイオニアLDCよりメジャーデビュー。

1st.シングル「Today / I can see your smile!!」を発表。
タイトル曲である「Today」は田口浩正、戸田恵子出演の映画「報告書」のエンディングテーマ曲として起用される。カップリング曲の「I can see your smile!!」は元プロ野球選手の原辰徳がキャスターを務めていたNHKサンデースポーツのエンディングテーマとして「Maria」名義で番組へ提供、ダブルタイアップシングルとして話題を呼びTSUTAYAの1998年度年間レンタルCDランキング：シングル（総合）において第1位を獲得。同年11月には2nd.シングル「星 / Happy your special day」を発売。
1999年5月大阪刑務所敷地内の施設ステージで慰問ライブに参加。以来約6年間、全国各地の刑務所で慰問活動を続けることになる。（大阪刑務所、福島刑務所、黒羽刑務所、市原刑務所、高知刑務所、東京拘置所、高松刑務所、千葉刑務所、水戸少年刑務所、川越少年刑務所、富山刑務所など。）また慰問仲間らとトリオバンド「pussYbone」を結成。ミニアルバムを6枚作成、インディーズとして活動を展開。
2000年後半から2001年にかけて声帯ポリープが悪化し、一切の歌唱活動を休止している期間がある。療養期間中は作家事務所「VOICE-H」に契約入社、雑誌掲載用のイラスト作成や編集業務に携わる（主な担当雑誌は小学館の『女性セブン』、光文社の『Gainer』など）。
- 『Gainer』の特別企画においてテープ起こし、ページ作成、文章校正に至るまでの一連の編集業務を経験している。
- メディアファクトリー『谷村新司ふらり流〜粋づくし「旅」手引き』においては撮影アシスタントとして全国各地の取材に同行。
- 『片平なぎさの全国ゴールデンワイド旅劇場』（片平なぎさファンクラブ情報誌）において健康グッズを紹介するコーナーで足モデルを務めている[10]。
- 子育て本『マーマレード』において「ハイディ矢野のネイティブ・イングリッシュ・コーナー」に月1で4コマ漫画を提供。

2001年夏東映アニメ『デジモンテイマーズ・冒険者たちの戦い』挿入歌「トモダチの海」歌唱をきっかけにフリーのボーカリスト（スタジオ・ミュージシャン）として音楽活動を再開、各分野のプロダクション（劇団、芸能事務所、制作プロダクション）からの委託業務として所属生への詞曲提供や歌唱指導などにも携わるようになる。この時、所属生たちそれぞれに適したボイストレーニング、メンタルケアなどを行うため趣味で会得した「九星気学」の知識を取り入れ独自のカリキュラムを施行している。
2002年「デジモンミュージック100タイトル記念作品 We Love DiGiMONMUSiC 勇気を受け継ぐ子供達へ」歌唱でデジモンミュージックファミリーに加入。「デジモンアドベンチャー」の主題歌「Butter-Fly」を歌っていた和田光司とはお互いのソロライブに顔を出し合ったり三茶会（三軒茶屋界隈の隠れた名店を探す会）を発足したりするなどプライベートにおいても親交があった。
またこの頃から新キャラを続々と開拓し都内ライブハウスの関連イベントに多数参加している。("新人ローパー" as "シンディ・ローパー"、"窓女" as "マドンナ (歌手)"、"ジョン・のれん" as "ジョン・レノン"、"草履ミッチェル" as "ジョニ・ミッチェル"など。)
2006年東京ディズニーランドのアドベンチャーランド内にあるポリネシアンテラス・レストランでTDL開園当初から続くロングランの人気ディナーショー「ミッキーとミニーのポリネシアンパラダイス」にMC＆シンガー担当の「女主人役：Sammy（サミー）」として出演開始（〜2008年任期満了）。

このショーに出演していたフラダンサーの多くがアメリカ合衆国やハワイ州から派遣されていた外国人だったことと、そのショーの劇中歌の半分が英語曲（もう半分はポリネシア語）だったということもあり、発音、コミュニケーション能力など英語力強化のため都内のカフェレッスンに通うことを余儀なくされる。その時知り合った英語圏出身の教師らとともに音楽チーム「denka」を結成。ヒップホップと演歌のコラボ企画としてアルバム「DENKA NIGHTS - 電歌夜々」を制作。また「denka」の母体組織でもある「三千世界」の芸術活動にも積極的に参加している（「三千世界」の自主制作映画「ケイジ」へ楽曲提供、ミュージックビデオ「江戸伊呂波唄 (EDO IROHA UTA) - DENKA feat. 東京サミコ」に出演）。
この頃から座椅子JOPLINとしての活動を再開、サマーソニックや野音（日比谷野外音楽堂）イベントにスポット参加、季刊誌「大人のロック!(日経BP)」のコーナー記事においてインタビュイーの常連となる。
2009年DVD「Nine Hundred Nights - Big Brother and the Holding Co. with Janis Joplin」が発売された際にはヤマハのWEBサイト「yamaha music and visuals」において、1997年の池袋Admでの初共演以来交流が続いていた「ビッグ・ブラザー＆ザ・ホールディングカンパニー(en:Big Brother and the Holding Company)」のギタリスト、Sam Andrewとのエピソードなどを盛り込んだレビューを執筆している。
2012年フジテレビドラマ『カエルの王女さま』において天海祐希、石田ゆり子、 大島優子（AKB48）、濱田マリらドラマ出演者が歌う劇中使用楽曲の全ガイドボーカルを担当。このときのドラマ打ち上げの際に撮った岸部一徳とのツーショット写真をしばらく携帯の待ち受け画像にしていた。
2013年10月、ef collageデビュー15周年記念シングルとして、未発表曲「Tell me」と「異国の街では」を当時の音源のまま配信リリース。
2015年3月、UBA Music and Art より「テイク・ゼロ／Sammy（全５曲）」をiTunes Musicで限定配信リリース。
2018年8月、Zepp Tokyoで開催された「和田光司三回忌追悼ライブ〜不死蝶（バタフライ）よ永遠に」で、TOKYO FMのスペシャル企画〜平昌五輪に向けて音楽でエールを送る『アスリートたちのCheer up SONGS』においてフィギュアスケートの羽生結弦選手が「心を支える曲」ベスト3の第1位として発表した楽曲「風 ～re-fly ver.～/和田光司」を歌唱。
2020年5月、新型コロナウイルスの影響で打撃を受けているインディペンデントアーティストに向けてTuneCore Japanが無償提供した配信サービス「STAY TUNE, BE STRONG」に参加、pussYboneとしてアルバム「WHITE TRACKS（全17曲）」を配信リリース。また2021年12月にはs+elbとしてシングル「flower ice」を配信リリース。
2022年3月に発売された『星のカービィ ディスカバリー』では、「NEICHEL」の名でテーマソング「WELCOME TO THE NEW WORLD！」を歌唱

。
2022年5月TuneCore Japan「Music Stats 2022」に参加、Sammy+Ts.として「EYE NO EYE NO」を配信リリース。2023年5月には「120°」、2024年5月には「TIME IN GOOD」を配信リリース。

## 家族・親族
母方の祖父、有馬忍（ありましのぶ、大正7年（1918年）7月23日 - 平成26年（2014年）1月10日、アメリカ合衆国カリフォルニア州ロサンゼルス生まれ）は有馬巴を家紋に持つ摂津有馬氏の流れを汲む武家の末裔である。忍が７歳の時、忍の父である有馬寅太（ありまとらた、明治16年4月15日 - 昭和30年11月12日、武士名:藤原高次、幼名:千代吉）ら家族とともに帰国。鹿児島県日置市伊集院町郡にある有馬家の墓に眠る。敷地内には寺田屋事件で最期を遂げた薩摩藩士、有馬新七の墓碑もある。

忍の祖父、有馬友助（ありまともすけ、嘉永4年（1851年）- 明治37年12月9日、武士名:藤原高正、幼名:千代助）と忍の曽祖父、有馬善左衛門（ありまぜんざえもん、文政4年（1821年）- 文久3年（1863年）、武士名:藤原高堅、幼名:善太郎善助仁左衛門）は西南戦争の功績者として南洲神社敷地内の南洲墓地に眠る。
母方の祖母、有馬寛海（ありまかんかい、大正7年10月20日 - 平成22年1月28日、出生名：角倉ミツエ）の祖先には角倉了以がおり、同じく母方祖先に角倉了以がいる日本画家の千住博、作曲家の千住明、ヴァイオリニストの千住真理子らは遠縁にあたる。

## 受賞歴
- 1989年 コカコーラフレッシュサウンズコンテスト南九州大会：審査員特別賞
- 1990年 第1回NHK BSヤングバトル鹿児島地区大会：優勝
- 1990年 ヤマハ BAND EXPLOSION：審査員特別賞
- 1994年 ポニーキャニオン LIPS GIRL'S SINGERコンテスト：産経新聞社賞
- 1994年 五木ひろし 芸能生活30周年記念徳間ジャパン歌謡音楽祭：東京大会優勝
- 1995年 フジパシフィック音楽出版「第1回一曲千金」：最優秀賞

## リリース等

### Sammy
・「テイク・ゼロ / Sammy」
＊UBA Music and Art（配信限定-2015年）
- 1. Hit The Bull's Eye
- 2. Twinkle Flash Back
- 3. Angel
- 4. FairyTale

（-Bonus track-）
- 13日の禁曜日（G.Ohashi Isamu）

### Sammy+Ts.
（期間限定シングル配信）
- 「EYE NO EYE NO / Sammy+Ts.」(2022年)
- 「120° / Sammy+Ts.」(2023年)
- 「TIME IN GOOD / Sammy+Ts.」(2024年)

### Sammy Ar
- 「experimenz」《全4曲》

- 1.そしてジョー
- 2.半月の夜にファイアー
- 3.Twinkle Flash Back
- 4.What is Real

- 「Tokyo Rain」《全4曲》

- 1.U&I
- 2.Tokyo Rain
- 3.What can I do?
- 4.Fairy Tale

- 「3rd.eye」《全8曲》

- 1.flower Ice #2(Japanese Ver.)
- 2.3rd eye
- 3.one nation
- 4.moon
- 5.ah-ha
- 6.even once
- 7.what goes on
- 8.flower ice

### Sammy
・「Monday Night / Sammy」
全10曲(VAm-002)1995年発売
- 1.秘宝の島
- 2. Funky Fatty Mama
- 3. Rain Night In a Blues
- 4. Once a day
- 5. Lonely One
- 6. 私はワタシ
- 7. 我マリアでぬ
- 8. そしていつかは
- 9. ミストーンなささやき
- 10. All Right Mama

・「Tuesday Night / Sammy」
全10曲+ ボーナストラック(VAm-011)1997年発売
- 1. parl
- 2. 眠れない
- 3. 勝手人間ラプソディ
- 4. ないないづくし
- 5. ふりむいてごらん
- 6. 半月の夜は帰りましょう
- 7. 山に消えた道化者
- 8. 水
- 9. I do for you
- 10. 雨上がりに傘をさして

（-Bonus track-）
- 仏様がほっとけとホトトギス

・「Wednesday Night / Sammy」
全8曲(VAm-009)1997年発売
- 1. 水
- 2. 黒猫のタンゴ
- 3. 勝手人間ラプソディ
- 4. ふりむいてごらん
- 5. 山路にて
- 6. 半月の夜は帰りましょう
- 7. 山に消えた道化者
- 8. ありがとう

### ef collage
- Today / ef collage (PIDL-1254)- 1998.09.23 発売 -
  -     - CW / I can see your smile!!

- 星 / ef collage (PIDL-1270)- 98.11.26発売 -
  -     - CW / Happy your special day

- Tell Me / ef collage - 2013.10.23 配信限定 -
- 異国の街では / ef collage - 2013.10.23 配信限定 -

### pussYbone
- pussYbone0（全3曲）＊九州限定発売盤
- pussYbone1（全3曲）/pussYbone (pYe-001)
- pussYbone2（全3曲）/pussYbone (pYe-002)
- pussYbone3（全3曲）/pussYbone (pYe-003)
- pussYbone4（全3曲）/pussYbone (pYe-004)
- pulatina（全6曲）/pussYbone (pYe-005)

・「WHITE TRACKS」
（全17曲、期間限定配信 - 2020年)
- 1.No Answer (Remix)
- 2.Twinkle Flash Back
- 3.Fisherman’s Walk
- 4.半月の夜は帰りましょう
- 5.And Some Day
- 6.The Unknown Fellows
- 7.JIVE
- 8.ほんとはね
- 9.おどろいた
- 10.メロディ・ラ・メロディ
- 11.Fairy Tale #1
- 12.ありがとう
- 13.茜い髪
- 14.エンジェル
- 15.ママ!!
- 16.Twinkle Flash Back (Remix)
- 17.Fairy Tale #2

### denka
- DENKA NIGHTS - 電歌夜々（全5曲）/ denka feat. 東京サミコ（SAMIKO TOKYO）
- 1.Ukiyo
- 2.Kumo-no-Ito
- 3.Edo-Iroha-Uta
- 4.Moebius
- 5.War of the Words (Instrumental)

### デジモンミュージック
- 2001年夏東映アニメ『デジモンテイマーズ 冒険者たちの戦い』挿入歌「トモダチの海 」
  - 歌 - Sammy、作詞 - 山田ひろし、作編曲 - 山崎燿（2001.9.29発売）
- デジモンミュージック100タイトル記念作品～We Love DiGiMONMUSiC～「勇気を受け継ぐ子供達へ」
  - 歌 - 和田光司、AiM、宮崎歩、Hassy、太田美知彦、WILD CHILD BOUND、Sammy、谷本貴義（2002年発売）
- DIGIMON 10th ANNIVERSARY MEMORIAL SONG「未来への扉～あの夏の日から～」
  - 歌 - 和田光司、AiM、Hassy、Sammy、谷本貴義、太田美知彦（2009年発売）

### その他オムニバス等
- 「ART ROCK NIGHT～vol.1」(VAm-011)（＊「Magid Island Way/Sammy」で参加）
- 「Positive Tower 001」（＊pussYboneとして「No Answer」、「ママ!!」の２曲で参加）
- レディオ湘南「湘南Peace!しらすGroove?」（＊「flower ice/Sammy」で参加）

## TVCM・ジングル・テーマソング等
- 東京ゲームショウ テーマ曲「東京ゲームショー音頭／ Sammy」歌唱・パフォーマンス - 1996年
- フジテレビポンキッキーズCD-ROM 収録曲「いっぽんでもにんじん」声参加- Sammy - 1996年
- NHKサンデースポーツエンディングテーマ曲『I can see your smile!』 - 1997-1998年放送
  - 歌 - Sammy、作詞 - 有馬寿美、作曲・編曲 - 山崎利明
- フジテレビ「足立区のたけし、世界の北野」ED曲「SEA SIDE WOMAN BLUES」- 1997-2002年放送
  - 歌 - ビートたけし、Sammy（コーラス）、作詞・作曲 - 桑田佳祐、編曲 - 山崎利明
- フジテレビ「花さか天使テンテンくん」オープニングテーマ曲「クラスで一番スゴイやつ」 - 1998-1999年放送
  - 歌 - 「ブラブラブラボーズ」としてコーラス参加
- JRA有馬記念TVCMミレニアムバージョン歌唱 - 2000年12月放送
- ニューギン CR懐メロのど自慢「帰ってこいよ／東京サミコ」歌唱 - 2004年
- アルゼ「TypeTunes／ユニバーサルエンターテインメント」「タイプチューンのテーマ／Chao」歌唱 - 2005年
- サンセイR&D・CRフェラーリ「NAMIのテーマ」歌唱 - 2006年
- フジテレビ「わかってちょーだい!」オープニングテーマ曲歌唱 - 2007年
- サントリーフーズBOSSボス (飲料ブランド)リニューアル篇 TVCM 歌唱参加 - 2007年放送
- アサヒビールスーパードライ TVCM 歌唱参加 - 2008年放送
- PS Online 小学館Pretty Style TVCM Sammyとしてジングル歌唱 - 2008年放送
- Kao花王バブ「だるい疲れにバブクール！篇」河村和奈出演TVCM Sammyとしてジングル歌唱 - 2008年
- DENKA企画 / 江戸伊呂波唄(PV) /「東京サミコ」として出演 - 2008年
- ルナYBF サプリポケット「New Style篇」「Good Taste篇」山田優出演TVCM ジングル歌唱 - 2009年
- リーバイス09年春夏コレクション「Levi's JOURNEY TO SOUTH」ロードムービーテーマ曲歌唱 - 2009年放送
- 富士急ハイランド「鉄骨番長CG学生腰振り篇／鉄骨シンガーズ」TVCM ジングル歌唱 - 2010年放送
- avex教育DVD「お江戸でひらがなあそび／監督：吉良敬三」サミー＆ロッキー/音楽制作 - 2011年発売
- 長渕剛・東日本大震災復興支援全国ツアー「RUN FOR TOMORROW」ライブオープニング用SE歌唱 - 2011年
- Kao花王マジックリン「レンジフード篇」沢村一樹出演TVCM Sammy(&栗原峻希) ジングル歌唱 - 2013年
- ラゾーナ川崎プラザ新春・馬ーゲンセールTVCM Sammyとしてジングル歌唱 - 2014年放送
- 浅野忠信主演「NHK土曜ドラマ - ロング・グッドバイ」劇中歌『さよならを言うことは』作詞補 - 2014年放送
- UBA MUSIC&ART「吉田松陰」のテーマボイス（アカペラ）制作・歌唱 - 2015年
- UBA MUSIC&ART「天国での会談」テーマ曲 - 作詞・作曲・演奏・歌唱 - 2016年
- Nintendo Switch「星のカービィ ディスカバリー」テーマ曲「WELCOME TO THE NEW WORLD！」歌唱 - 2022年

## ステージ・アピアランス等
- MBC南日本放送テレビ番組「どーんと鹿児島」/リポーターとして出演 / 1989-1991年放送
- MBC南日本放送ラジオ番組「うねちゃんのチェストいけヤング」/ポニーメイツとして出演 / 1989-1991年放送
- NHK西日本「硫黄島の旅」/リポーターとして出演、及びナレーション担当/1991年放送
- 「伝説のART ROCK NIGHT'96」 in 日清パワーステーション / 座椅子JOPLINとして出演/ 1996年
- BONNIE PINK Heaven's Kitchen Tour / コーラスサポート / 1997-1998年
- MTV5周年記念シークレットライブ in ラフォーレ原宿ホール / コーラスサポート/ 1997年
- Mac'n Roll Night'98 / サーフィンM・A・C /サエキけんぞうと水死体ビーチ・ボーイズ / 赤坂BLITZ /1998年
- WeLove DiGiMONMUSiC MEMORIAL CONCERT IN ODAIBA 2003 -SPRING- / 2003年 4/5,6 Zepp Tokyo/ Sammyとして出演
- テレ朝チャンネル「LEGEND OF ROCK〜天国のセッション〜ジミ・ヘンドリックス VS ジャニス・ジョプリン」duo MUSIC EXCHANGE / 座椅子JOPLINとして出演 / 2005年-2006年
- サマーソニック'06 Side Show マリンステージ / 座椅子JOPLINとして出演 / 2006年
- 東京ディズニーランド「ミッキーとミニーのポリネシアン・パラダイス」 / Sammyとして出演（シンガー＆MC） / 2006-2008年
- サマーソニック'08 Side Show マリンステージ / 座椅子JOPLINとして出演 / 2008年
- LEGEND OF ROCK 5TH ANNIVERSARY IN 日比谷野外音楽堂 / 座椅子JOPLINとして出演 / 2009年
- デジモン10周年memorial live「導かれし者たち」- 2009年8月1日 VUENOS TOKYO / Sammyとして出演
- LEGEND OF ROCK at 日比谷野外音楽堂 Vol.5 / 座椅子JOPLINとしてゲスト出演 / 2013年
- dTV（BeeTV）「太田と上田」第13話 - CDを出すべくボイストレーニング!〜ボイトレの先生を呼んで歌唱力チェック!太田と上田が大熱唱! / Sammyとして出演 / 2014年8月配信開始
- dTV（BeeTV）「太田と上田」第14話 - ボイトレの先生、Sammyさんの天然爆発!〜太田と上田理解不能!ファルセットを出すにはひき逃げに遭え!? / Sammyとして出演 / 2014年8月配信開始
- dTV（BeeTV）「太田と上田」第15話 - 楽しくリズムのお勉強!〜皆でかえるのうたを輪唱!なぜか大友良英氏も巻き込まれる! / Sammyとして出演 / 2014年8月配信開始
- KIEHL'S Calendula&AloeMasque 2017 at LUMINE0 / Sammyとして出演 / 2017年2月
- 和田光司三回忌追悼｢不死蝶よ永遠に｣ 2018年8月30日Zepp Tokyo/ Sammyとして出演
- 星のカービィ30周年記念ミュージックフェス/2022年8月11日/東京ガーデンシアター/ NEICHELとして出演